# György Ránki
György Ránki (1930-1988) fue un historiador húngaro.

## Biografía

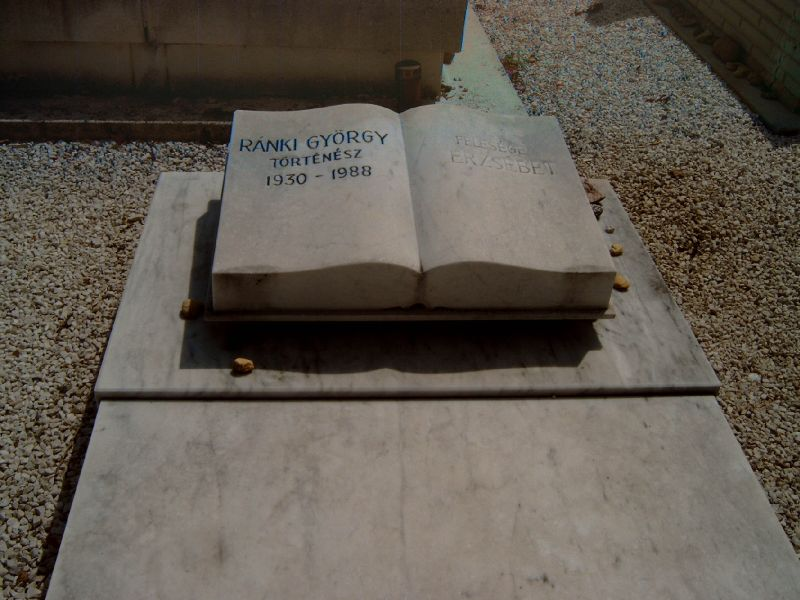
Tumba de Ránki en Budapest

Nacido en 1930, llegó a ser catedrático en la Universidad de Indiana. Se dedicó a estudiar la historia contemporánea de Hungría y, en general, Europa del Este y Central. Otro de sus campos de trabajo fue la historia de la economía. Dirigió el Instituto de Historia de la Academia de Ciencias de Hungría. Falleció en febrero de 1988.
Fue autor junto a Iván T. Berend de obras como Magyarorszag Gazdasaga Az Elso Vilaghaboru Utan, 1919-1929 (1966), Economic Development in East-Central Europe in the 19th and 20th Centuries (Columbia University Press, 1974), Hungary–A Century of Economic Development (1974), East Central Europe in the 19th and 20th Centuries (Akadémiai Kiadó, 1977), The European Periphery and Industrialisation, 1780-1914 (Cambridge University Press, 1982) o The Hungarian Economy in the Twentieth Century (St. Martin's Press, 1985), entre otras.
En solitario escribió A második világháború története (Editions Gondolat, 1973), 1944. március 19. Magyarország német megszállása (1978), sobre la Operación Margarethe, Gazdaság és Külpolitika: A Nagyhatalmak Harca A Délkelet-Európai Gazdasági Hegemóniáért (1919-1939), o Hungarian History - World History, entre otras. También fue editor de Hungary and European Civilization (1989).